# Busdorf
Busdorf (tiếng Đan Mạch: Bustrup) là một đô thị thuộc huyện Schleswig-Flensburg, bang Schleswig-Holstein, Đức.